# 미상 언어
미상 언어(未詳言語, Spurious languages)는 평판 좋은 저작에서 존재한다고 보고되었지만 다른 연구에서는 그 실재가 의아하다거나 존재하지 않는다고 보고된 언어를 말한다. 어떤 미상 언어는 실제로 존재하지 않는다고 증명되었다. 보통 미상 언어들은 그 존재를 증명할 수 있는 아주 적은 증거만을 가지고 있고, 후속 연구에서 그 실재가 일축되어 왔다. 그러나 제한적인 연구로 인해 아직도 그 존재 자체가 불확실한 미상 언어들이 많다.

## 의심스러운 언어
의심스러운 언어(Dubious languages)는 그 존재가 확실하지 않은 언어다. 다음의 언어들이 이에 포함된다.
- Oropom (우간다)
- Nemadi (모리타니)
- Rer Bare (에티오피아) – 애초에 없었던 것처럼 소멸됨
- Tapeba (브라질) [tbb][1] – 언어가 아닌 최근에 형성된 토착 민족임
- Ladakhi 수화 – 사용 집단이 없음[2]
- Dek (카메룬)

## 글로톨로그에 따른 미상 언어
라이프치히의 막스 플랑크 진화인류학 연구소(Max Planck Institute of Evolutionary Anthropology)에서 유지, 관리하는 글로톨로그는 여러 언어를 검증되지 않은 미상 언어로 분류한다. 다음의 언어들이 이에 포함된다.
- Parsi [prp][3] (a dialect of Gujarati) and Parsi-Dari [prd][4] (Zoroastrian Dari) – 언어가 아닌 민족임.
- Adabe [adb] – 파푸아 제어에 속한다고 생각되는 Wetarese의 방언임.[5]
- Chamari [cdg] – 언어가 아닌 카스트임.
- Judeo-Berber [jbe] – 베르베르어를 쓰는 유대인은 베르베르어를 쓰는 무슬림과 다르게 말하지 않음.[6]

구별되는 언어가 아니거나 다계통군이거나 실존하는 것이 증명되지 않았기 때문에 글로톨로그가 미상 언어로 보는 다른 언어들은 다음과 같다.
- Guajajara [gub] – Tenetehara [tqb]와 상호 이해가 가능함.
- Norra [nrr][7]
- South Ucayali Ashéninka [cpy][8]
- Moabite [obm],[9] Ammonite [qgg], and Edomite [xdm][10]
- Syenara [shz][11] and Shempire [seb]

Ir [irr],
Skagit [ska],
Snohomish [sno],
Ahirani [ahr],
Pokangá [pok],
Chetco [ctc],
Arakwal [rkw],
Anasi [bpo],
Yarí* [yri],
Yola [yol],
Seru* [szd],
Gowli [gok],
Mina (India) [myi],
Degaru* [dgu],
Bubia [bbx],
Gbati-ri [gti],
Tetete* [teb],
Kannada Kurumba [kfi],
Vatrata* [vlr],
Kofa* [kso],
Old Turkish [otk],
Tingui-Boto* [tgv],
Imeraguen [ime],
Yauma [yax],
Rufiji [rui],
Ngong [nnx],
Dombe [dov],
Subi* [xsj],
Mawayana* [mzx],
Kwak [kwq],
Potiguára* [pog],
Coxima* [kox],
Chipiajes* [cbe],
Cagua* [cbh],
Kakauhua(*) [kbf],
Yangho* [ynh],
Takpa* [tkk],
N'Ko(*) [nqo],
Sara Dunjo [koj],
Putoh [put],
Bainouk-Samik [bcb],
Kamba (Brazil)* [xba],
Bikaru-Bragge* [bic],
Baga Binari(*) [bcg],
Baga Sobané(*) [bsv],
Ontenu* [ont],
Baga Kaloum(*) [bqf],
Munda [unx],
Aduge* [adu],
Khalaj** [kjf],
Buso* [bso],
Uokha* [uok],
Ihievbe* [ihi],
Coyaima* [coy],
Natagaimas* [nts],
Odut* [oda],
Chilean Quechua [cqu],
Quetzaltepec Mixe [pxm],
Kang [kyp],
Thu Lao [tyl],
Pu Ko* [puk],
Gey(*) [guv],
Kakihum* [kxe],
Bonjo* [bok],
Katukína* [kav],
Warduji(*) [wrd],
Lui(*) [lba],
Lama (Myanmar)(*) [lay],
Inpui Naga* [nkf],
Puimei Naga* [npu],
Purum(*) [pub],
Welaung* [weu],
Lumba-Yakkha* [luu],
Phangduwali [phw] / Lambichhong* [lmh],
Lingkhim(*) [lii],
Northwestern Tamang(*) [tmk],
Southwestern Tamang [tsf],
Kayort* [kyv],
Loarki [lrk],
Con [cno],
Gengle [geg],
Kuanhua* [xnh],
Yarsun [yrs],
Kabixí* [xbx],
Vasekela Bushman [vaj],
Maligo [mwj],
Pao [ppa],
Bhalay [bhx] / Gowlan* [goj],
Balau* [blg],
Kuku-Mangk [xmq],
Buya* [byy],
Aramanik [aam],
Mediak [mwx],
Kisankasa [kqh],
Southwestern Nisu[*are any valid?] [nsv],
Tawang Monpa* [twm],
Adap [adp],
Southern Lolopo [ysp],
Eastern Lalu [yit],
Ndonde Hamba* [njd],
Lang'e* [yne],
Lopi* [lov],
Laopang [lbg],
Kunggara [kvs],
Chuanqiandian Cluster Miao [cqd],
Karipuna do Amapa* [kgm]

## 참조 및 메모
1. ↑  Hammarström, Harald; Forkel, Robert; Haspelmath, Martin; Bank, Sebastian, 편집. (2023). 〈Tapeba〉. 《Glottolog 4.8》. Jena, Germany: Max Planck Institute for the Science of Human History.
2. ↑  “Glottolog 2.4 – Adabe”. Glottolog.org. 2015년 7월 13일에 확인함.
3. ↑  틀:Ethnologue17
4. ↑  틀:Ethnologue17
5. ↑  “Glottolog 2.4 – Adabe”. Glottolog.org. 2015년 7월 13일에 확인함.
6. ↑  Hammarström (2015) Ethnologue 16/17/18th editions: a comprehensive review: online appendices
7. ↑  “Glottolog 2.4 – Norra”. Glottolog.org. 2015년 7월 13일에 확인함.
8. ↑  “Glottolog 2.4 – South Ucayali Ashéninka”. Glottolog.org. 2015년 7월 13일에 확인함.
9. ↑  “Glottolog 2.4 – Moabite”. Glottolog.org. 2015년 7월 13일에 확인함.
10. ↑  “Glottolog 2.4 – Edomite”. Glottolog.org. 2015년 7월 13일에 확인함.
11. ↑  “Glottolog 2.4 – Syenara Senoufo”. Glottolog.org. 2015년 7월 13일에 확인함.